# Chiesa di San Giuda Taddeo (Gaeta)
La ex chiesa di San Giuda Taddeo è un edificio situato nel centro storico di Gaeta, in provincia di Latina, già luogo di culto cattolico. Si trova lungo via Angioina ed è caratterizzata dal suo ricco apparato decorativo in stile neogotico, che riprende quello del vicino tempio di San Francesco, insieme a quest'ultimo, costituisce l'unico esempio di tale architettura della città.

## Storia
Il primo documento in cui viene citata una cappella dedicata a sant'Onofrio anacoreta e di proprietà dello stabilimento della Santissima Annunziata è del 1489, quando il luogo di culto e l'annessa canonica con giardino, vengono dati in enfiteusi al sacerdote Giovanni (o Cianne) de Abaste; il contratto venne ripetuto nel 1509. Il 22 maggio 1525, per volere del vescovo di Gaeta cardinale Tommaso De Vio, tornò allo stabilimento della Santissima Annunziata. L'edificio originario era posto ortogonalmente rispetto all'attuale, presentando l'ingresso e la facciata lungo l'odierna salita Annunziata.
Non vi sono notizie in merito alla chiesa nei secoli XVII e XVIII.
A partire dall'aprile 1850, per volere di papa Pio IX e su commissione di Ferdinando II delle Due Sicilie, la non lontana chiesa di San Francesco fu oggetto di un rifacimento in forme neogotiche su progetto di Giacomo Guarinelli, architetto e maggiore del Genio. Nel 1855, per volontà del sovrano, vennero stanziati i fondi finalizzati alla demolizione e ricostruzione della chiesa di Sant'Onofrio che, chiusa al culto da tempo, era stata adibita a sala anatomica dell'adiacente ospedale; i lavori, diretti da Guarinelli, iniziarono lo stesso anno e terminarono nel 1856, e furono finanziati dal Ramo Guerra del Ministero della Guerra e Marina; la spesa totale ammontò a 3138,77 ducati. In occasione della riapertura, la chiesa venne dedicata all'apostolo Giuda Taddeo.
Gravemente danneggiato nel corso dell'assedio di Gaeta del 1860, nel corso del quale era stato requisito a scopi militari dalle truppe borboniche, il luogo di culto fu sconsacrato; nel 1867 venne avanzata la proposta di impiegarlo come ambiente scolastico dello Stabilimento, mentre nel 1870 furono venduti gli arredi marmorei e la campana. Durante la prima guerra mondiale l'edificio divenne magazzino militare della Croce Rossa, cadendo poi in abbandono e venendo saltuariamente adibito a magazzino da privati. Nel 1999 fu annunciata la sua riconversione in studio e laboratorio artistico sotto la direzione di Guido Sodani, progetto che non venne mai attuato.

## Descrizione

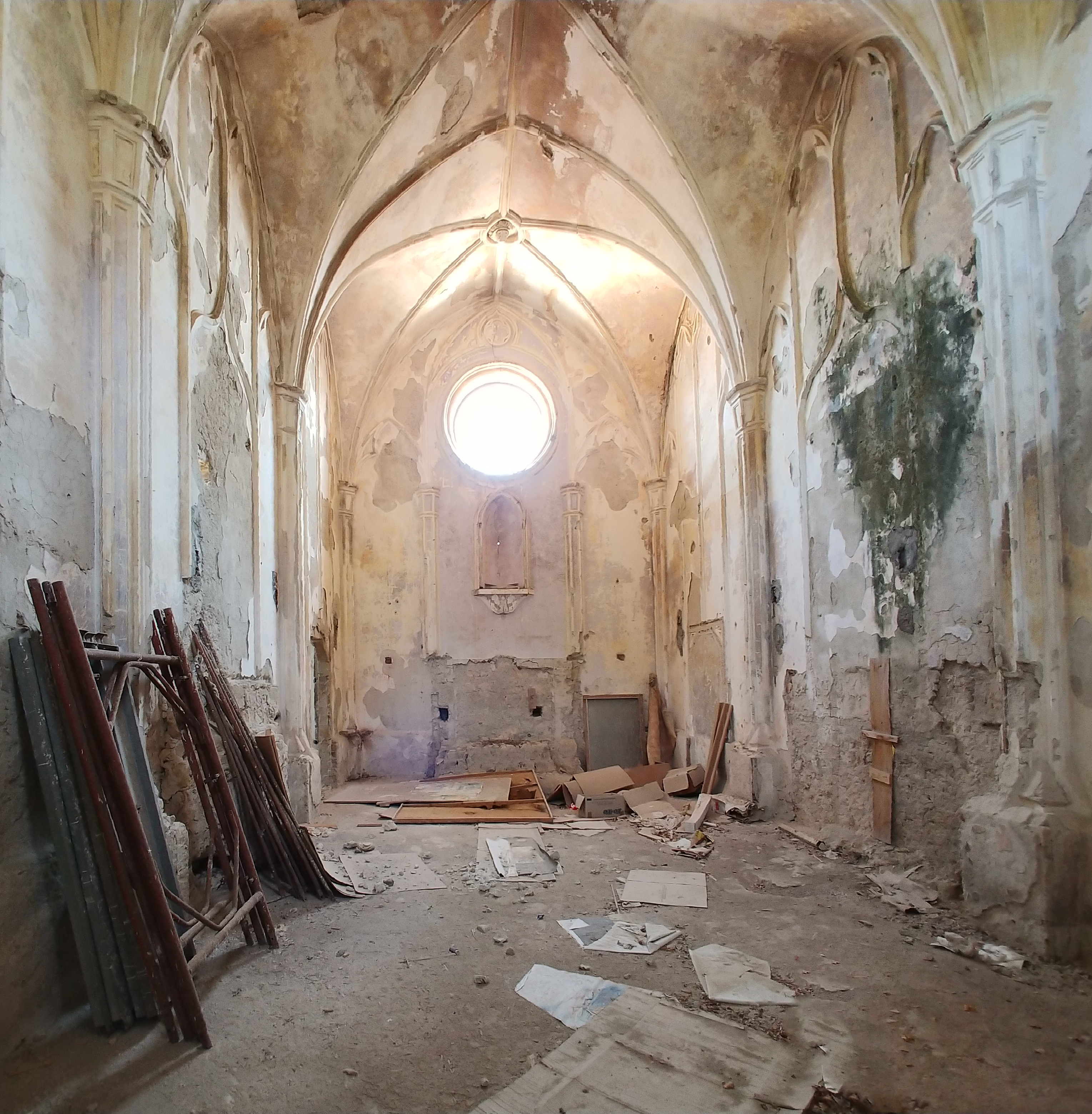
Interno

La ex chiesa di San Giuda Taddeo si trova sulle pendici del versante orientale del monte Orlando, nel tratto di via Angioina che corre parallelo alla sottostante via dell'Annunziata. Nei suoi pressi vi sono numerosi edifici religiosi, in parte dismessi: sulla stessa strada, quasi dirimpetto, vi è l'ex chiesa dei Santi Sebastiano e Rocco, dal 1540 al 1650 sede di un convento di frati cappuccini; ad una quota superiore il tempio di San Francesco (a est) e l'ex monastero di Sant'Angelo in Planciano (a ovest); lungo via dell'Annunziata, chiesa e convento della Santissima Addolorata e il santuario della Santissima Annunziata con l'annesso complesso ospedaliero, sul giardino della cui dépendance insiste la ex chiesa di San Giuda Taddeo.
Il fastoso stile architettonico richiama fortemente quello adottato da Giacomo Guarinelli per il restauro del tempio di San Francesco: si tratta di un'architettura neogotica declinata in chiave eclettica e fortemente influenzata dal gotico inglese (nello slancio verso l'alto), dal gotico italiano (nella volumetria) e da quello iberico (nel ricco apparato decorativo). Sia le pareti esterne, sia quelle interne sono scandite da una serie di esili archetti ciechi ogivali trilobati, in stucco, in parte crollati a causa dell'abbandono, che rivestono la struttura portante in blocchi di pietra e tufo.
Il prospetto principale è a capanna e, come l'intero edificio, è caratterizzato da un coronamento a fiammelle in muratura. Il portale d'accesso è sormontato da una lunetta ogivale trilobata e, più in alto, da un rosone circolare con elaborata cornice; simmetricamente se ne apre un altro nella parete di fondo dell'edificio, rivolta verso il mare. Alla sinistra della chiesa e ad essa annesso, vi è il corpo di fabbrica a pianta quadrangolare della sacrestia, arretrato rispetto alla strada per la presenza della scalinata che unisce via Angioina a via dell'Annunziata.
L'interno della chiesa, privo della pavimentazione, è costituito da un'unica navata formata da tre campate quadrangolari coperte con volta a crociera; non vi sono né abside, né cappelle laterali. Non sono più presenti gli arredi marmorei policromi, quali due acquasantiere e tre altari in marmi policromi: di quest'ultimi, quello maggiore si trovava a ridosso della parete di fondo dell'aula (attualmente rimane solo l'incavo della nicchia che lo sovrastava), mentre due laterali erano collocati l'uno dirimpetto all'altro, nella campata mediana.